# Schizonycha subrugicollis
Schizonycha subrugicollis är en skalbaggsart som beskrevs av Moser 1921. Schizonycha subrugicollis ingår i släktet Schizonycha och familjen Melolonthidae. Inga underarter finns listade i Catalogue of Life.